# Уинсор (округ)
Округ Уинсор (англ. Windsor County) располагается в штате Вермонт, США. Официально образован в 1781 году. По состоянию на 2010 год, численность населения составляла 56 670 человека.

## География
По данным Бюро переписи США, общая площадь округа равняется 2530,433 км², из которых 2509,713 км² — суша и 7,000 км² или 0,800 % — водоёмы.

### Соседние округа
- Ориндж (Вермонт) — север
- Графтон (Нью-Гэмпшир) — северо-восток
- Салливан (Нью-Гэмпшир) — восток
- Уиндем (Вермонт) — юг
- Беннингтон (Вермонт) — юго-запад
- Ратленд (Вермонт) — запад
- Аддисон (Вермонт) — северо-запад

## Население
По данным переписи населения 2000 года в округе проживает 57 418 жителей в составе 24 162 домашних хозяйства и 15 729 семей. Плотность населения составляет 23,00 человека на км². На территории округа насчитывается 31 621 жилое строение, при плотности застройки около 13,00-ти строений на км². Расовый состав населения: белые — 97,72 %, афроамериканцы — 0,33 %, коренные американцы (индейцы) — 0,23 %, азиаты — 0,63 %, гавайцы — 0,03 %, представители других рас — 0,15 %, представители двух или более рас — 0,91 %. Испаноязычные составляли 0,82 % населения независимо от расы.
В составе 29,20 % из общего числа домашних хозяйств проживают дети в возрасте до 18 лет, 52,70 % домашних хозяйств представляют собой супружеские пары проживающие вместе, 9,00 % домашних хозяйств представляют собой одиноких женщин без супруга, 34,90 % домашних хозяйств не имеют отношения к семьям, 28,10 % домашних хозяйств состоят из одного человека, 11,10 % домашних хозяйств состоят из престарелых (65 лет и старше), проживающих в одиночестве. Средний размер домашнего хозяйства составляет 2,35 человека, и средний размер семьи 2,86 человека.
Возрастной состав округа: 23,30 % — моложе 18 лет, 5,90 % — от 18 до 24, 27,30 % — от 25 до 44, 27,60 % — от 45 до 64, и 27,60 % — от 65 и старше. Средний возраст жителя округа — 41 лет. На каждые 100 женщин приходится 94,80 мужчин. На каждые 100 женщин старше 18 лет приходится 92,10 мужчин.
Средний доход на домохозяйство в округе составлял 40 688 USD, на семью — 59 002 USD. Среднестатистический заработок мужчины был 42 648 USD против 25 696 USD для женщины. Доход на душу населения составлял 22 369 USD. Около 3,20 % семей и 5,70 % общего населения находились ниже черты бедности, в том числе — 7,50 % молодежи (тех, кому ещё не исполнилось 18 лет) и 7,60 % тех, кому было уже больше 65 лет.